# Porumbac, Mureș
Porumbac este un sat ce aparține orașului Iernut din județul Mureș, Transilvania, România.

## Populație
Conform Recensământului din anul 2022 populația localității era de 10 locuitori în creștere față de cei 3 locuitori înregistrați la ultimul recensământ.